# جانيت ستانكومب ويلز
جانيت ستانكومب جراهام ستانكومب ويلز، (بالإنجليزية: Janet Stancomb Graham Stancomb-Wills)‏ رتبة الإمبراطورية البريطانية (25 يناير 1854م - 22 أغسطس 1932م) أول امرأة تتولى رئاسة بلدية رامسجيت في كنت، وهو منصب شغلته في الفترة من 1923 إلى 1924، انتخبت رئيسة للأكاديمية الملكية الغربية في إنجلترا (RWA) في عام 1911، قبل عقود من قبول أي أكاديمية بريطانية أخرى للنساء كعضوات كاملة العضوية، كما أصبحت أيضًا رئيسة لمدرسة الهندسة المعمارية في بريستول في عام 1921م. في عام 1927م، عينت قاضية صلح كينت. توفيت في 22 أغسطس 1932م عن عمر ناهز 78 عامًا.